# 吉川進 (実業家)
吉川 進（よしかわ すすむ、1943年1月28日 - ）は、日本の経営者。リョービ社長を務めた。

## 経歴
東京都出身。1965年に早稲田大学理工学部を卒業し、同年に菱備製作所(現在のリョービ)に入社。1992年に取締役に就任し、1997年6月に常務を経て、2004年6月に社長に就任した。2011年6月から1年間副会長を務めた